# Kate Nauta
Kate Lynne Nauta (nacida el 29 de abril de 1982) es una modelo, actriz y cantante estadounidense. Uno de sus papeles principales fue en su interpretación como Lola en la película el Transporter 2 y The Game Plan.

## Biografía
Nauta comenzó a posar como modelo a la edad de 15 años. Trabajó para Versace, L’Oréal, DKNY y Abercrombie & Fitch. Junto a sus actividades como modelo y su pasión por la música –ha llegado a actuar junto a Lenny Kravitz – ha ganado en popularidad gracias a sus apariciones en la gran pantalla, entre las que cabe destacar Transporter 2, película para cuya banda sonora colaboró con dos temas.

## Filmografía
- 2005: Transporter 2
- 2007: The Game Plan
- 2009: The Good Guy
- 2009: Nine Miles Down
- 2009: Choose
- 2009: Mind Games
- 2010: The Somnambulist
- 2010: Weapons of God
- 2011: Drive and Seek (cortometraje)
- 2014: Avalanche Shark